# Allan Porter
Allan Porter (29. dubna 1934 Filadelfie, Pensylvánie – říjen 2022) byl švýcarský fotograf z Lucernu narozený v USA. Byl dlouholetým šéfradaktorem časopisu Camera.

## Život
Allan Porter vystudoval v letech 1952–1957 historii umění na Uměleckoprůmyslové škole ve Filadelfii. Od roku 1957 do roku 1963 pracoval jako fotograf a umělec na volné noze. V roce 1964 přesídlil do Švýcarska, kde nejprve pracoval jako reklamní specialista v Basileji. V roce 1965 se stal šéfredaktorem fotografického časopisu Camera, kde pracoval až do roku 1981, kdy časopis zanikl. Pracoval také jako lektor a hostující docent.
Ve své fotografické tvorbě se věnoval různým oborům fotografie: portrétu, krajině, aktu, dokumentární fotografii a fotoreportáži.

## Publikace
- Sagittarius and the Mermaid. Eigenverlag, Luzern 1969.
- Camera. Die 50er Jahre. Photographien und Texte. Bucher, Luzern 1982.
- Wie ich sie sehe. Wie ich sie sah. Urs Bär, Zürich 1984.
- Remembrance of Things Present. Urs Bär, Zürich 1984.
- Schreiben mit Licht. Urs Bär, Zürich 1985.
- Sowjetphotographie 1919–1939. Urs Bär, Zürich 1986.
- Flor Garduño. Bestiarium. Urs Bär, Zürich 1987.
- Luc Chessex. El Público. Urs Bär, Zürich 1988.
- Pepe Merisio. Gli italiani. Urs Bär, Zürich 1989.
- Jiri Jiru Photostroika. Urs Bär, Zürich 1989.
- Edward Sheriff Curtis 1868–1952. Urs Bär, Zürich 1990.
- Weegee 1899-1968. Urs Bär, Zürich 1991.
- Hanspeter Schneider. Unplugged. Mit Hanspeter Schneider. Urs Bär, Zürich 1994.

## Ocenění díla
- 1979 – Cena za kulturu Německé fotografické společnosti[4]